# Klostermühle Hude
Die Klostermühle Hude in Hude, Von-Witzleben-Allee 2, wurde um 1800 gebaut.
Das Haus wird seit 1966 als Kunstgalerie genutzt.
Das Gebäude steht unter Denkmalschutz, siehe auch Liste der Baudenkmale in Hude (Oldenburg).

## Geschichte

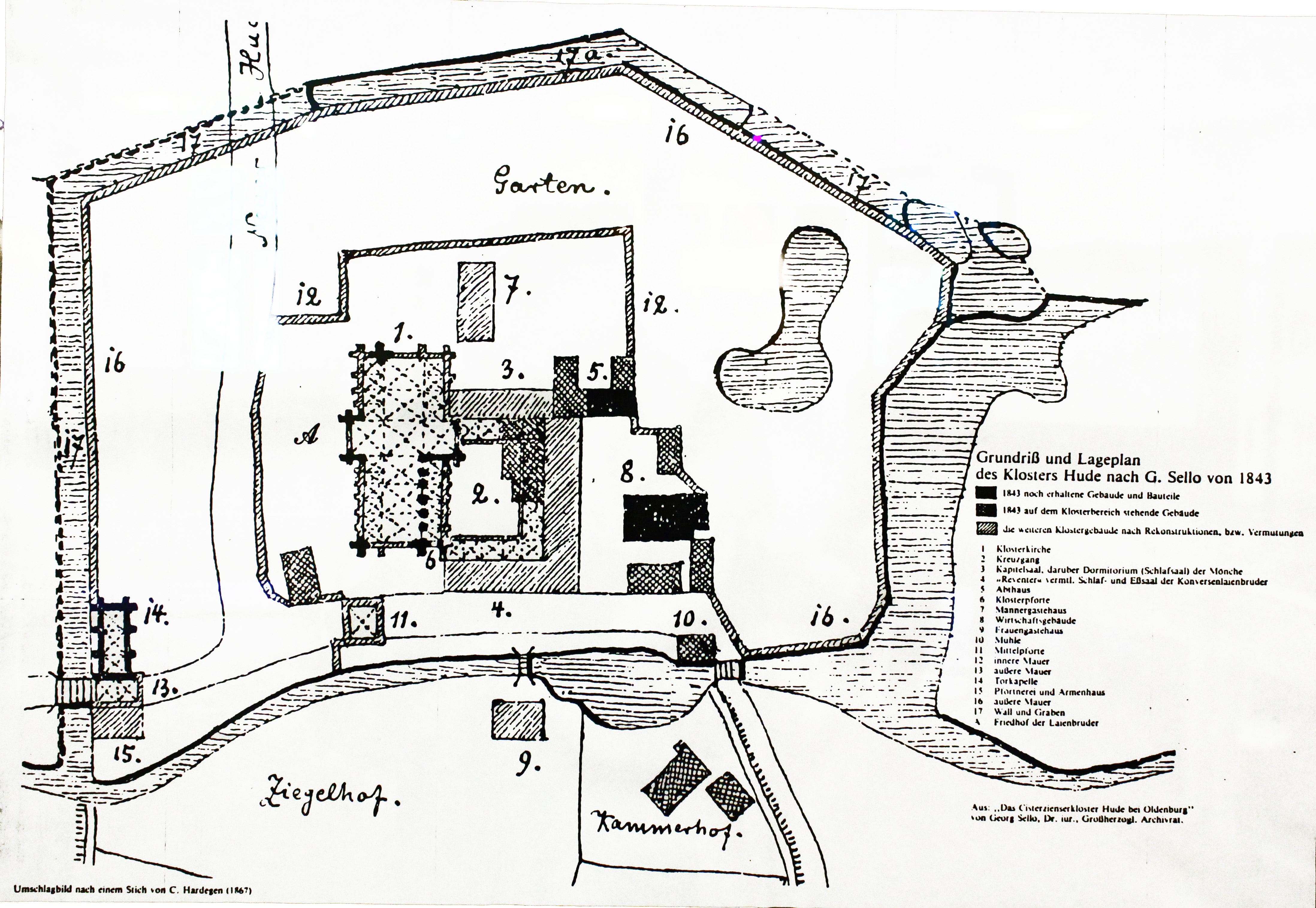
Lageplan von Kloster Hude. Die Klostermühle Hude befindet sich im Gebäude Nr. 10 (1843)

Das Kloster Hude war von 1232 bis 1536 (nach der Reformation) in Hude eine ehemalige Zisterzienserabtei, die als Ruine erhalten ist. Eine ältere mittelalterliche Wassermühle diente dem Kloster und dann dem Gut.
Das neue eingeschossige giebelständige sanierte Gebäude auf dem Klosterareal in Fachwerk mit Steinausfachungen und mit Krüppelwalmdach stammt von um 1800. Die Wassermühle wird betrieben durch einen unterschlächtigen Antrieb des hölzernen Wasserrades mittels der Berne. An der Wasserseite ist ein Bruchsteinsockel. In die benachbarte Brücke ist ein Schützenwehr integriert. Südöstlich liegt der Mühlenteich. Die technische Ausstattung wurde entfernt. Seit 1966 wird das Haus als Kunstgalerie (Galerie Klostermühle) genutzt.
Das Niedersächsische Landesamt für Denkmalpflege befand: „Das Mühlengebäude … hat eine geschichtliche Bedeutung … für die Technikgeschichte … und für den Komplex des Zisterzienserklosters und späteren Gutes …“
Nördlich steht die Klosterruine, das Museum Kloster Hude und das Herrenhaus bzw. Abtshaus und westlich die Klosterschänke.